# Гнайзенауштрассе (станция метро)
«Гнайзенауштрассе» (нем. Gneisenaustraße) — станция Берлинского метрополитена. Расположена на линии U7 между станциями «Мерингдамм» (нем. Mehringdamm) и «Зюдштерн» (нем. Südstern). Станция находится в районе Берлинa Кройцберг, расположена на пересечении улиц Гнайзенауштрассе и Миттенвальдер Штрассе (нем. Mittenwalder straße).

## История
Станция открыта 19 января 1924 года и первоначально была южной конечной линии. В 1968 году платформа станции была удлинена на 30 метров.

## Архитектура и оформление
Двухпролётная колонная станция мелкого заложения. На станции один ряд зелёных металлических колонн прямоугольного сечения, путевые стены отделаны зелёным кафелем. Первоначальное оформление станции (белые оштукатуренные стены) после реконструкции 1968 года не сохранилось.